# Jaroslav Konečný
Jaroslav Konečný, né le 14 janvier 1945 à Měnín (Protectorat de Bohême-Moravie) et mort le 1er août 2017 à Újezd u Brna (République tchèque), est un handballeur international tchécoslovaque.
Avec l'équipe nationale de Tchécoslovaquie, il est sacré champion du monde en 1967 et puis vice-champion olympique en 1972 à Munich.
En club, il a évolué au Dukla Prague, avec lequel il est champion de Tchécoslovaquie en 1967, puis remporte deux autres titres en 1968 et 1972 avec le HC Baník Karviná. En 1972, il évolue pour le KPS Brno.

## Palmarès

### En équipe nationale
- Jeux olympiques
  -  Médaille d'argent aux Jeux olympiques de 1972
- Championnat du monde
  -  Médaille d'or au Championnat du monde 1967
  - 7e place au Championnat du monde 1970

### En club
- Championnat de Tchécoslovaquie (3) : 1967, 1968 et 1972